# Jane Asher
Jane Asher (ur. 5 kwietnia 1946 w Willesden) – angielska aktorka i pisarka.

## Życiorys
Asher urodziła się w Londynie, jako jedno z trojga dzieci Richarda i Margaret Asher z domu Eliot. Jej ojciec był konsultantem ds. chorób krwi i chorób psychicznych w szpitalu Central Middlesex, a także prezenterem telewizyjnym i autorem znaczących artykułów medycznych. Matka Asher była wykładowczynią w Guildhall School of Music and Drama. Jane Asher kształciła się w North Bridge House School i PNEU School for Girls Miss Lambert w Paddington, a następnie w Queen's College na Harley Street w Londynie.
Jane Asher karierę aktorską rozpoczęła w wieku pięciu lat, grając rolę Niny w filmie Zagubione dzieciństwo z 1952 roku. Wystąpiła w wielu znaczących kolejnych filmach, w tym Zemsta kosmosu (1955), The Greengage Summer (1961), Maska Czerwonego Moru (1964) i Alfie (1966). Wystąpiła także w licznych programach telewizyjnych, w tym w brytyjskim serialu The Adventures of Robin Hood oraz jako panelistka w programie muzycznym BBC Juke Box Jury.
18 kwietnia 1963 roku 17-letnia Asher poznała Paula McCartneya w Royal Albert Hall w Londynie i rozpoczęła z nim pięcioletni związek. W grudniu 1963 roku McCartney zamieszkał w rodzinnej kamienicy Asher i pozostał tam do czasu, gdy para przeprowadziła się do jego domu w St John’s Wood w 1966 roku. McCartney napisał kilka piosenek Beatlesów inspirowanych Asher, w tym „And I Love Her ”, „You Won't See Me”, „I'm Looking Through You”, „What You're Doing”, „Things We Said Today” i „For No One”. W Boże Narodzenie 1967 roku para ogłosiła zaręczyny, a na początku 1968 roku Asher udała się z Beatlesami i ich partnerkami do Rishikesh, aby wziąć udział w zaawansowanej sesji szkoleniowej w zakresie medytacji transcendentalnej prowadzonej przez Maharishiego Mahesha Yogiego.
Po powrocie do Londynu z pięciomiesięcznego tournée aktorskiego po Stanach Zjednoczonych w maju 1967 roku Asher stwierdziła, że McCartney stał się zupełnie inny. Jak zwierzyła się biografowi Beatlesów, Hunterowi Daviesowi: „Bardzo się zmienił. Był na LSD, którym się nie częstowałam. Byłam zazdrosna o wszystkie duchowe doświadczenia, jakie miał z Johnem. Przez cały dzień przychodziło do niego piętnaście osób. Dom się zmienił i był pełen rzeczy, o których nie miałam pojęcia”. W połowie 1968 roku wróciła do Londynu z pracy aktorskiej w Bristolu wcześniej niż oczekiwano i odkryła McCartneya w łóżku z Francie Schwartz. Fan, który często kręcił się po domu Paula na Cavendish Avenue, twierdzi, że był świadkiem tego zdarzenia i powiedział: „Paul przywiózł do domu tę Amerykankę... [a chwilę później]... inny samochód skręcił w Cavendish Avenue – to była Jane. Wróciła... wcześniej, niż powinna. Jane poszła do domu. Nieco później znowu wybiegła i odjechała. Wkrótce potem Margaret Asher pojechała na Cavendish Avenue, aby odebrać rzeczy córki”. 20 lipca 1968 roku Asher ogłosiła publicznie w BBC zerwanie zaręczyn z McCartneyem, co zszokowało wiele osób, w tym samego muzyka, który wkrótce zaczął spotykać się z Lindą Eastman.
W latach 1996–2002 Asher napisała trzy powieści: The Longing, The Question i Losing It oraz opublikowała kilkanaście książek o stylu życia, kostiumach i dekorowaniu ciast. Asher jest właścicielką firmy produkującej torty imprezowe i wyroby cukiernicze na specjalne okazje. Jest także prezesem Narodowego Towarzystwa Autystycznego. W 2006 roku była mówcą podczas inauguracji kampanii „Make School Make Sense” prowadzonej przez Narodowe Towarzystwo Autystyczne i jest prezesem Parkinson's UK. W marcu 2010 roku Asher została wiceprezeską Autistica, brytyjskiej organizacji charytatywnej zbierającej fundusze na badania nad autyzmem. Asher jest także patronką TRACKS Autism, żłobka dla dzieci ze spektrum autyzmu oraz The Daisy Garland, organizacji charytatywnej wspierającej dzieci z padaczką lekooporną.

## Życie prywatne
W 1971 roku Asher poznała karykaturzystę Geralda Scarfe'a i wyszła za niego w 1981 roku. Mają troje dzieci – córkę Katie (ur. 1974) i dwóch synów: Alexandra (ur. 1981) i Rory'ego (ur. 1984). Asher nie lubi rozmawiać o swoim związku z McCartneyem; powiedziała w 2004 roku: „Jestem szczęśliwą żoną od 30 lat. To obraźliwe”.
Starszym bratem Asher jest producent muzyczny i menadżer Peter Asher, który rozpoczynał karierę jako członek wokalnego duetu Peter and Gordon. Jej bratanicą jest Victoria Asher, keyboardzistka amerykańskiego zespołu alternative rockowego Cobra Starship.

## Filmografia

### Kino
- 1952: Zagubione dzieciństwo – Nina Roads
- 1955: Zemsta kosmosu – dziewczynka z Deptford
- 1956: Charley Moon – Benesta
- 1961: The Greengage Summer – Hester Grey
- 1963: Girl in the Headlines – Lindy Birkett
- 1964: Maska Czerwonego Moru – Francesca
- 1966: Alfie – Annie
- 1970: Na samym dnie – Susan
- 1970: The Buttercup Chain – Margaret
- 1972: Henryk VIII i jego sześć żon – Jane Seymour
- 1983: Runners – Helen
- 1984: Success Is the Best Revenge – menedżerka banku
- 1985: Dziecko z marzeń – pani Liddell
- 1988: Paris by Night – Pauline
- 2006: Tyrant Biały – cesarzowa Visaantii
- 2007: Zgon na pogrzebie – Sandra
- 2013: Daję nam rok – Diana
- 2015: Drunk on Love – panna Sharp
- 2015: Burn Burn Burn – Amelia
- 2021: Splinter – psychiatra
- 2024: A Family Affair – Margaret

### TV
- 1956–1958: The Adventures of Robin Hood –
  - Alice (odc. 28),
  - Susan (odc. 91),
  - mała dziewczynka #1 (odc. 109)
- 1961: Home Tonight – Kathy
- 1962: Książę i żebrak – lady Jane Grey
- 1964: Święty –
  - Rose Yearley (odc. 29)
  - Ellen Chase (odc. 34)
- 1967: The Winter's Tale – Perdita
- 1968 Journey to the Unknown – Marielle (odc. 2)
- 1970: ITV Sunday Night Theatre –
  - Anne-Maria Moody (odc. Wicked Woman)
  - Martha Washbrook (odc. Sharing the Honours)
- 1972: The Stone Tape – Jill Greely
- 1972: Hedda Gabler – Thea Elvsted
- 1973: Wessex Tales – Lucy Saville (odc. 2)
- 1977: The Goodies – Caroline Kook (odc. 61)
- 1978: Hazell – Georgina Gunning (odc. 1)
- 1978: Hawkmoor – Lady Johane Williams (odc. 5)
- 1978: Adwokat z Old Bailey – Kathy Trelawny (odc. 2)
- 1981: Powrót do Brideshead – Celia Ryder (odc. 8-9)
- 1982: East Lynne – Emma Vane
- 1984: A Voyage Round My Father – Elizabeth
- 1984: Tales of the Unexpected – Jane Oats (odc. 89)
- 1985: The Mistress – Helen Carpenter (odc. 1-6)
- 1988: Wish Me Luck – Faith Ashley
- 1990–1993: French and Saunders – ona sama (odc. 7)
- 1991: Murder Most Horrid – Lydia Howling (odc. 2)
- 1993: Closing Numbers – Anna
- 2001–2003: Crossroads – Angel Sampson (serie 25-26)
- 2004: Agatha Christie: Panna Marple – Sylvia Lester (odc. 2)
- 2005: Nowe triki – Lady Deeley (odc. 14)
- 2006: A for Andromeda – prof. Madeleine Dawnay
- 2007: Przygody Sary Jane – Andrea Yates (odc. 7-8)
- 2007–2010: Szpital Holby City – Lady Byrne (odc. 345, 348, 350, 356-358, 365)
- 2008: The Palace – królowa Charlotte
- 2009–2010: The Old Guys – Sally
- 2010: Poirot – Lady Mary (odc. 63)
- 2011: Waterloo Road – Margaret Harker (odc. 118)
- 2013: Dancing on the Edge – pani Luscombe (odc. 3-5)
- 2015: Stella – Haze (odc. 38-40)
- 2015: Przekraczając granice – Jane Clerkenwell (odc. 27, 33)
- 2015–2016: Eve – Mary Douglas (odc. 1, 4, 10, 12)
- 2015–2016: Best Bakes Ever – ona sama
- 2023: The Wedding Veil Journey – Lady Dalton